# 斗笠螺
斗笠螺（学名：Cellana grata），又名拟帽贝、斗嫁䗩（学名：Patelloida grata），是一种海洋腹足纲软体动物。蓋笠螺屬舊屬原始腹足目笠螺科的拟帽贝属，今屬笠形腹足類青螺總科Nacellidae科的盖笠螺属。

## 分佈
本物種主要分佈於西北太平洋，從日本到韩国、台湾、中国大陆，常栖息在潮间带岩礁上、潮间带至浅海。

## 寄生蟲
本物種是Philoblenna tumida Ho, 1981的外寄生宿主。